# آلن توریکیا
آلن توریکیا (ایتالیایی: Alain Turicchia؛ زادهٔ ۴ سپتامبر ۱۹۷۵) دوچرخه‌سوار اهل ایتالیا است.